# Championnat de Belgique de football 1910-1911
Navigation
Saison précédente Saison suivante
Le championnat de Belgique de football 1910-1911 est la seizième saison du championnat de première division belge. Son nom officiel est « Division d'Honneur ».
Abonné aux places d'honneur depuis plusieurs saisons, le FC Brugeois lutte encore pour le titre jusqu'à la dernière journée. Cette fois, ce n'est plus avec les clubs bruxellois mais avec son rival du Cercle, emmené par son prolifique buteur Alphonse Six. La dernière journée oppose justement les deux équipes et le résultat final, un partage un but partout, offre le premier titre de son histoire au Cercle Sportif Brugeois. Pour la première fois en onze saisons, le champion de Belgique n'est pas bruxellois. La ville de Bruges devient la troisième ville du pays dont un club remporte le championnat, et la deuxième à avoir deux clubs aux deux premières places.
Les néo-promus du RC de Malines réalisent une saison honorable et assurent assez facilement leur maintien. La place de relégable est occupée par le SC Coutraisien, le troisième club ouest-flandrien du championnat, rapidement distancé. Après avoir échappé de peu à la relégation durant plusieurs saisons, le club ne peut l'éviter cette année.

## Clubs participants
Douze clubs prennent part à la compétition, autant que lors de l'édition précédente. Ceux dont le matricule est mis en gras existent toujours aujourd'hui.
| #  | Nom                                | Mat. | Ville     | Terrain                              | En D1 depuis (série) | Total en D1 | Saison précédente |
| -- | ---------------------------------- | ---- | --------- | ------------------------------------ | -------------------- | ----------- | ----------------- |
| 1  | Antwerp Football Club              | 1    | Anvers    | Broodstraat                          | 1901-1902 (10e)      | 15e         | 9e                |
| 2  | Beerschot Athletic Club            | 13   | Anvers    | Kiel                                 | 1907-1908 (4e)       | 10e         | 6e                |
| 3  | Cercle Sportif Brugeois            | 12   | Bruges    | près de la Smedenpoort               | 1899-1900 (12e)      | 12e         | 3e                |
| 4  | Football Club Brugeois             | 3    | Bruges    | Het Ratteplein                       | 1898-1899 (13e)      | 14e         | 2e                |
| 5  | Daring Club de Bruxelles           | 2    | Molenbeek | chaussée de Jette, 501               | 1903-1904 (8e)       | 8e          | 4e                |
| 6  | Excelsior Sports Club de Bruxelles | 20   | Forest    | rue de la Société                    | 1908-1909 (3e)       | 3e          | 7e                |
| 7  | Léopold Club de Bruxelles          | 5    | Uccle     | Parc Brugmann                        | 1895-1896 (16e)      | 16e         | 10e               |
| 8  | Racing Club de Bruxelles           | 6    | Uccle     | Vivier d'Oie                         | 1895-1896 (16e)      | 16e         | 8e                |
| 9  | Sporting Club Courtraisien         | 19   | Courtrai  | ?                                    | 1906-1907 (5e)       | 5e          | 11e               |
| 10 | Standard Club Liégeois             | 16   | Sclessin  | rue de la Centrale                   | 1909-1910 (2e)       | 2e          | 5e                |
| 11 | Racing Club de Malines             | 24   | Malines   | Oude Liersebaan                      | 1910-1911 (1re)      | 1re         | Promotion: 1er    |
| 12 | Union Saint-Gilloise               | 10   | Uccle     | rue de Forest (actuelle rue J. Bens) | 1901-1902 (10e)      | 10e         | 1er               |

### Localisations
| Antwerp Beerschot RC Malines SC Courtraisien Bruxelles FC Brugeois CS Brugeois Standard |

#### Localisation des clubs bruxellois
les 5 cercles bruxellois sont :
(10) Racing CB
(23) Léopold CB
Union SG
Daring CB
Excelsior SC

## Déroulement de la saison

### Mauvais départ de l'Union, les brugeois s'envolent
Deux clubs se détachent après cinq journées, le FC Brugeois et l'Antwerp, qui comptent huit points sur dix. Leurs poursuivants, le CS Brugeois et le Daring CB, ont déjà trois points de retard. L'Union Saint-Gilloise, championne en titre, loupe complètement son entame de championnat et ne compte que deux points.
Les deux équipes brugeoises remportent ensuite toutes leurs rencontres et occupent les deux premières places à mi-saison. Le Club compte 18 points et un match de retard, le Cercle en compte 17 en ayant joué tous ses matches. Derrière, la concurrence est déjà loin, l'Antwerp et le Daring totalisent 13 points, l'Union 9.

### Les brugeois augmentent leur avance jusqu'au duel final
Les rivaux brugeois poursuivent sur leur lancée en début de second tour. Entre le 15 et le 22 janvier, le championnat prend son tournant définitif. Tandis que des rencontres remises perturbent le déroulement normal de la compétition, les deux équipes font le trou et comptent sept points d'avance sur le Daring et huit sur l'Union, qui remonte petit à petit au classement. L'Antwerp, longtemps troisième, rate complètement son début de second tour avec quatre points en six matches et comptent déjà dix points de retard, trop pour pouvoir encore rêver au titre.
Après la dernière journée de championnat, le CS Brugeois comptent 34 points et un match en retard à jouer, contre le FC Brugeois. Ce dernier a un point de moins mais deux matches à rejouer, contre le Cercle donc et à l'Excelsior Bruxelles. La saison précédente, les « bleus et noirs » avaient forcé un test-match face à l'Union grâce à une victoire lors d'un match en retard sur l'Excelsior. Mais l'Histoire ne se répète pas, les flandriens s'inclinent 2-1 le 12 mars 1911 et perdent leur avantage par rapport à leurs rivaux. Deux semaines plus tard, le derby brugeois, décisif pour le titre, se solde sur un partage un but partout, qui sacre les joueurs du Cercle champions de Belgique pour la première fois de leur Histoire.

### Décision rapide pour la relégation
Dans le bas du tableau, le SC Courtraisien est rapidement distancé et ne remportent sa seule victoire que lors de la 21e journée, 1-0 face au Léopold CB. Par le jeu des matches en retard, le club reste mathématiquement dans la course pour assurer son maintien mais le Standard prend cinq points sur six lors des trois rencontres de remises qu'il dispute ensuite, sonnant le glas des espoirs courtraisiens. Le club est relégué après cinq saisons consécutives en Division d'Honneur. Il n'y reviendra plus sous ce nom.

## Résultats

### Résultats des rencontres
Avec douze clubs engagés, 132 matches sont au programme de la saison. Une seule rencontre se solde par un forfait, le SC Courtraisien, déjà relégué, renonçant à jouer son match face au Standard.
| Résultats (▼dom., ►ext.)                                   | ANT | BEE | CSB | FCB | COU | DAR | EXC  | LEO | RAC | USG | RCM | STA  |
| Antwerp FC                                                 |     | 4-0 | 3-2 | 3-2 | 1-1 | 3-1 | 1-0  | 5-1 | 3-4 | 1-2 | 4-0 | 1-1  |
| Beerschot AC                                               | 2-0 |     | 1-3 | 4-3 | 8-0 | 1-2 | 5-1  | 1-1 | 3-3 | 2-2 | 6-3 | 4-2  |
| CS Brugeois                                                | 7-1 | 2-2 |     | 0-3 | 4-2 | 5-2 | 3-0  | 5-1 | 6-0 | 2-0 | 7-0 | 4-0  |
| FC Brugeois                                                | 2-0 | 3-2 | 1-1 |     | 6-2 | 1-0 | 11-0 | 6-1 | 3-1 | 2-1 | 6-1 | 4-0  |
| SC Courtraisien                                            | 0-0 | 2-3 | 0-0 | 0-3 |     | 2-2 | 1-2  | 1-2 | 1-0 | 2-3 | 2-4 | 0-5F |
| Daring CB                                                  | 4-1 | 2-1 | 1-0 | 2-3 | 5-0 |     | 2-1  | 4-0 | 1-3 | 2-0 | 3-2 | 8-0  |
| Excelsior SC                                               | 3-0 | 2-2 | 1-2 | 2-1 | 6-1 | 2-2 |      | 6-1 | 2-2 | 0-5 | 2-2 | 2-0  |
| Léopold CB                                                 | 3-4 | 6-2 | 1-6 | 1-1 | 1-1 | 2-1 | 2-1  |     | 1-6 | 3-2 | 4-0 | 0-0  |
| Racing CB                                                  | 3-1 | 2-1 | 1-3 | 2-5 | 8-2 | 2-3 | 2-1  | 5-1 |     | 1-2 | 3-1 | 2-0  |
| Union Saint-Gilloise                                       | 2-5 | 2-0 | 2-6 | 4-2 | 8-0 | 1-0 | 4-1  | 2-2 | 0-2 |     | 4-0 | 5-2  |
| RC de Malines                                              | 3-2 | 0-2 | 1-3 | 0-1 | 8-0 | 3-3 | 5-1  | 1-0 | 2-0 | 0-3 |     | 1-0  |
| Standard CL                                                | 3-1 | 0-3 | 1-5 | 0-1 | 8-0 | 0-2 | 6-0  | 2-2 | 1-0 | 1-1 | 0-2 |      |
| - Victoire à domicile - Match nul - Victoire à l'extérieur |     |     |     |     |     |     |      |     |     |     |     |      |

- 5-0F = Forfait, score de forfait infligé car l'équipe décrétée perdante ne s'est pas déplacée ou ne s'est pas présentée.

### Classement final
| Rang | Équipe                 | Pts | J  | G  | N | P  | Bp | Bc | Diff |
| ---- | ---------------------- | --- | -- | -- | - | -- | -- | -- | ---- |
| 1    | CS BRUGEOIS            | 35  | 22 | 16 | 3 | 3  | 76 | 24 | +52  |
| 2    | FC Brugeois            | 34  | 22 | 16 | 2 | 4  | 70 | 27 | +43  |
| 3    | Daring CB              | 27  | 22 | 12 | 3 | 7  | 52 | 33 | +19  |
| 4    | Union Saint-Gilloise T | 27  | 22 | 12 | 3 | 7  | 55 | 36 | +19  |
| 5    | Racing CB              | 24  | 22 | 11 | 2 | 9  | 52 | 43 | +9   |
| 6    | Beerschot AC           | 23  | 22 | 9  | 5 | 8  | 55 | 45 | +10  |
| 7    | Antwerp FC             | 21  | 22 | 9  | 3 | 10 | 44 | 46 | -2   |
| 8    | RC de Malines          | 18  | 22 | 8  | 2 | 12 | 39 | 56 | -17  |
| 9    | Léopold CB             | 18  | 22 | 6  | 6 | 10 | 36 | 62 | -26  |
| 10   | Excelsior SC           | 16  | 22 | 6  | 4 | 12 | 36 | 60 | -24  |
| 11   | Standard CL            | 14  | 22 | 5  | 4 | 13 | 32 | 48 | -16  |
| 12   | SC Courtraisien        | 7   | 22 | 1  | 5 | 16 | 20 | 87 | -67  |

Légende
- Champion de Belgique 1911
- Club relégué pour la saison suivante

Abréviations
T : Tenant du titre 1910

 : nouveau venu depuis la saison précédente

### Meilleur buteur
Alphonse Six (CS Brugeois) avec 40 buts. Il est le quatrième joueur belge différent sacré meilleur buteur. Avec 40 buts, il établit un nouveau record qui tiendra trente ans. C'est toujours la deuxième meilleure performance de l'Histoire aujourd'hui.

## Récapitulatif de la saison
- Champion : CS Brugeois (1er titre)
- Quatrième équipe différente à remporter le titre
- Premier titre pour la province de Flandre-Occidentale

| Région flamande (6)             | Région flamande (6) | Province de Brabant (5)      | Province de Brabant (5) | Région wallonne (1)    | Région wallonne (1) |
| ------------------------------- | ------------------- | ---------------------------- | ----------------------- | ---------------------- | ------------------- |
| Province d'Anvers               | 3                   | Région de Bruxelles-Capitale | 5                       | Province de Hainaut    | 0                   |
| Province de Flandre-Occidentale | 3                   | Province du Brabant flamand  | 0                       | Province de Liège      | 1                   |
| Province de Flandre-Orientale   | 0                   | Province du Brabant wallon   | 0                       | Province de Luxembourg | 0                   |
| Province de Limbourg            | 0                   |                              |                         | Province de Namur      | 0                   |

1. ↑  Au niveau footballistique, la province de Brabant est toujours unitaire malgré sa partition territoriale en 1995.

### Admission et relégation
Le RC de Malines est promu en début de saison grâce à son titre de champion de Promotion 1910. Il est le premier club champion de Promotion.
En fin de saison, la place de relégable échoit au SC Courtraisien. Après cinq saisons de présence consécutives au plus haut niveau dont certaines où il avait assuré son maintien de justesse, le club quitte la Division d'Honneur. Il devra attendre ensuite 65 ans et plusieurs fusions et changements d'appellation avant de retrouver l'élite. Il est remplacé la saison suivante par le RC de Gand, qui retrouve l'élite deux saisons après l'avoir quittée.

### Débuts en première division
Un club fait ses débuts dans la plus haute division belge. Il est le 23e club différent à y apparaître.
- Le RC de Malines est le 3e club de la province d'Anvers à évoluer dans la plus haute division belge.

### Bilan de la saison
| Championnat de Belgique de football 1910-1911 |                         |
| Champion                                      | CS Brugeois (1er titre) |
| Dauphin                                       | FC Brugeois             |
| Promotions et relégations                     |                         |
| Promus en Division d'Honneur                  | RC de Gand              |
| Relégués en Promotion                         | SC Courtraisien         |